# Gemel Peaks
Gemel Peaks är en bergstopp i Antarktis. Den ligger i Sydshetlandsöarna. Argentina, Chile och Storbritannien gör anspråk på området. Toppen på Gemel Peaks är 1 meter över havet.
Terrängen runt Gemel Peaks är platt österut, men söderut är den kuperad. Havet är nära Gemel Peaks västerut. Trakten är glest befolkad. Närmaste befolkade plats är Escudero Station, 1,7 kilometer öster om Gemel Peaks. 